# 1700
Il 1700 (MDCC in numeri romani) è un anno  del XVII secolo.

## Eventi
- Gli schiavisti e i missionari si riappropriano dell'Angola, ma la parte settentrionale del paese e San Salvador sono praticamente deserte, spopolate a causa del commercio degli schiavi.
- Viene inventato il motto francese.
- 1º gennaio – La Russia adotta la numerazione occidentale del calendario giuliano.
- 26 gennaio – Un terremoto di magnitudo momento 8,7-9,2 colpisce la regione della Cascadia nell'America settentrionale e provoca un maremoto che colpisce la costa pacifica dell'America settentrionale e le coste del Giappone.
- 22 febbraio – Inizia la grande guerra del Nord, che vede la Russia, la Polonia e la Danimarca scontrarsi con la Svezia (la quale possedeva una consolidata egemonia sul Mar Baltico, oggetto del contendere). Il conflitto terminerà nel 1721 con la sconfitta della Svezia e la spartizione tra i vincitori degli sbocchi sul Baltico.
- 18 agosto – Pace di Traventhal: non riuscendo a contenere il contrattacco svedese, re Federico IV di Danimarca conclude un accordo di pace con re Carlo XII di Svezia.
- 1º novembre – Con la morte di Carlo II d'Asburgo si estingue la dinastia degli Asburgo-Spagna.
- 6 novembre – Filippo d'Angiò, nipote di Luigi XIV di Francia, con il nome di Filippo V siede sul trono di Spagna, di cui era stato designato erede dal defunto Carlo II. Intanto le truppe francesi occupano parte dei Paesi Bassi spagnoli. I principi elettori di Baviera e di Colonia si alleano con Luigi XIV mentre l'Impero, l'Inghilterra ed i Paesi Bassi formano la "Grande Alleanza" in funzione antifrancese.
- 23 novembre – Papa Clemente XI (Gian Francesco Albani) è eletto al soglio Pontificio e consacrato il 18 dicembre.
- 30 novembre – Battaglia di Narva: nell'ambito della Grande guerra del nord, gli Svedesi ottengono una netta vittoria sui Russi.

## Nati

### Gennaio
- 14 gennaio - Christian Friedrich Henrici, poeta e librettista tedesco († 1764)
- 23 gennaio - Giovanni Cristiano del Palatinato-Sulzbach, duca tedesco († 1733)
- 25 gennaio - Sigismondo Betti, pittore italiano († 1778)

### Febbraio
- 2 febbraio - Johann Christoph Gottsched, scrittore e critico letterario tedesco († 1766)
- 3 febbraio - Emanuele del Liechtenstein, principe († 1771)
- 7 febbraio - Philippe Buache, geografo e cartografo francese († 1773)
- 8 febbraio - Daniel Bernoulli, matematico e fisico svizzero († 1782)
- 16 febbraio - Pedro Messía de la Cerda, ufficiale spagnolo († 1783)
- 24 febbraio - Matteo Battaglia, pittore italiano († 1777)

### Marzo
- 3 marzo - Charles-Joseph Natoire, pittore francese († 1777)
- 4 marzo - Luigi Augusto di Borbone-Francia, nobile spagnolo († 1755)
- 12 marzo - Filippo Acciaiuoli, cardinale italiano († 1766)
- 13 marzo - Michel Blavet, flautista e compositore francese († 1768)
- 13 marzo - Antonio Joli, pittore e scenografo italiano († 1777)
- 13 marzo - Michelangelo Martini, religioso e storico italiano († 1784)
- 22 marzo - Giuseppe Sellitto, compositore e organista italiano († 1777)
- 29 marzo - Charles Cornwallis, I conte Cornwallis, nobile e politico inglese († 1762)
- 30 marzo - Thomas Pichon, agente segreto e scrittore francese († 1781)

### Aprile
- 23 aprile - Francesco Maria Accinelli, storico, geografo e presbitero italiano († 1777)
- 29 aprile - Maria Dmitrievna Cantemir, nobildonna russa († 1757)
- 30 aprile - Carlo Federico di Holstein-Gottorp, nobile († 1739)

### Maggio
- 2 maggio - Carlotta di Hanau-Lichtenberg, nobile tedesca († 1726)
- 7 maggio - Gerard van Swieten, medico olandese († 1772)
- 12 maggio - Luigi Vanvitelli, architetto e pittore italiano († 1773)
- 14 maggio - Mary Delany, artista inglese († 1788)
- 19 maggio - José de Escandón, politico spagnolo († 1770)
- 22 maggio - Michel-François Dandré-Bardon, pittore e scrittore francese († 1785)
- 26 maggio - Nikolaus Ludwig von Zinzendorf, teologo tedesco († 1760)
- 31 maggio - Stephen Bayard, politico statunitense († 1757)

### Giugno
- 2 giugno - Pietro Godenti, viaggiatore e insegnante italiano († 1781)
- 6 giugno - Matteo Caraman, arcivescovo cattolico e filologo dalmata († 1771)
- 10 giugno - Ewald Jürgen Georg von Kleist, scienziato tedesco († 1748)
- 16 giugno - Pietro Bracci, scultore italiano († 1773)
- 20 giugno - Pierre-Antoine Mallet, esploratore francese († 1751)
- 22 giugno - Christophe Huet, pittore e decoratore francese († 1759)

### Luglio
- 11 luglio - Charles Townshend, III visconte Townshend, nobile e politico inglese († 1764)
- 15 luglio - Johann Christoph Richter, compositore e organista tedesco († 1785)
- 20 luglio - Henri Louis Duhamel du Monceau, botanico e agronomo francese († 1782)
- 29 luglio - Peter Josef von Kofler, magistrato e politico austriaco († 1764)

### Agosto
- 6 agosto - Francesco Caccianiga, pittore e incisore italiano († 1781)
- 13 agosto - Heinrich von Brühl, politico tedesco († 1763)
- 16 agosto - Bonaventura Luchi, religioso e storico della filosofia italiano († 1785)
- 17 agosto - Clemente Augusto di Baviera, arcivescovo cattolico tedesco († 1761)
- 17 agosto - Antonio Marino Priuli, cardinale e vescovo cattolico italiano († 1772)
- 18 agosto - Bajirao I, generale indiano († 1740)
- 27 agosto - Carl Hårleman, architetto svedese († 1753)

### Settembre
- 1º settembre - Gianfederico d'Este, nobile italiano († 1727)
- 9 settembre - Emilio Luci, politico e giurista italiano († 1766)
- 9 settembre - Anna Sofia di Schwarzburg-Rudolstadt, nobile tedesca († 1780)
- 11 settembre - James Thomson, poeta e drammaturgo scozzese († 1748)
- 20 settembre - Vittorio Federico di Anhalt-Bernburg, principe tedesco († 1765)
- 24 settembre - Gaetano Zompini, pittore e incisore italiano († 1778)
- 26 settembre - Mary Lepell, nobildonna inglese († 1768)
- 29 settembre - Carolina di Erbach-Fürstenau, sovrana tedesca († 1758)
- 30 settembre - Stanislao Konarski, pedagogo, poeta e drammaturgo polacco († 1773)

### Ottobre
- 2 ottobre - Erasmus Fröhlich, storico, numismatico e gesuita austriaco († 1758)
- 2 ottobre - Nikolaj Grigor'evič Stroganov, politico russo († 1758)
- 4 ottobre - Gregorio Maria Rocco, religioso italiano († 1782)
- 4 ottobre - Anastasija Ivanovna Trubeckaja, nobildonna russa († 1755)
- 10 ottobre - Lambert-Sigisbert Adam, scultore francese († 1759)
- 13 ottobre - Antonio Fanzaresi, pittore italiano († 1772)
- 13 ottobre - Charles-François Toustain, storico, diplomatista e religioso francese († 1754)
- 20 ottobre - Carlotta Aglaia di Borbone-Orléans, nobile francese († 1761)
- 26 ottobre - Peter Jacob Horemans, pittore fiammingo († 1776)

### Novembre
- 17 novembre - Federico Guglielmo di Brandeburgo-Schwedt, nobile († 1771)
- 24 novembre - Johann Bernhard Bach il Giovane, compositore tedesco († 1743)
- 28 novembre - Sofia Maddalena di Brandeburgo-Kulmbach, regina († 1770)
- 28 novembre - Nathaniel Bliss, astronomo e religioso britannico († 1764)

### Dicembre
- 8 dicembre - Jeremias Friedrich Reuß, teologo tedesco († 1777)
- 13 dicembre - Giovanni Carestini, cantante italiano († 1759)
- 19 dicembre - Jean Antoine Nollet, religioso e fisico francese († 1770)
- 20 dicembre - Charles-Augustin de Ferriol d'Argental, diplomatico francese († 1788)
- 25 dicembre - Leopoldo II di Anhalt-Dessau, principe tedesco († 1751)

### Senza giorno specificato
- Opoku Ware I, re († 1750)
- Sabah I bin Jaber, sovrano kuwaitiano († 1762)
- Samuele di Costantinopoli, arcivescovo ortodosso greco († 1775)
- Pierre Allais,  francese († 1782)
- Paolo Giuseppe Avogadro di Casanova, militare italiano († 1770)
- François de Baillou, ottico francese († 1774)
- Francesco Brusa, compositore e organista italiano († 1768)
- Semën Ivanovič Čeljuskin, esploratore e navigatore russo († 1764)
- François Chauvon, compositore francese († 1740)
- Ferdinand-Joseph Derons, pittore e disegnatore belga († 1762)
- Antonio Duni, compositore italiano († 1766)
- Elia XII, vescovo cristiano orientale siro († 1778)
- Filippo Alfonso Gonzaga, nobile italiano († 1728)
- Francesco Gramignani Arezzi, pittore italiano
- Claude-Jacques Herbert, economista francese († 1758)
- Giuseppe Imer, attore teatrale italiano († 1758)
- Charles Jennens, letterato, mecenate e musicologo inglese († 1773)
- Joannicus III di Costantinopoli, arcivescovo ortodosso greco († 1793)
- Charles François Lacroix, pittore francese
- Chariton Prokof'evič Laptev, esploratore russo († 1763)
- Pëtr Lasinius, esploratore svedese († 1735)
- Bernardo de Legarda, scultore ecuadoriano († 1773)
- Giovanni Manzolini, pittore, scultore e anatomista italiano († 1755)
- Pietro Martorana, pittore italiano († 1759)
- Ivan Fëdorovič Mičurin, architetto russo († 1763)
- George Munro, militare britannico († 1757)
- Guto Nyth Brân, mezzofondista britannico († 1737)
- André Joseph Panckoucke, scrittore e editore francese († 1753)
- Krzysztof Perwanger, scultore polacco († 1785)
- Felice Polanzani, incisore italiano († 1783)
- Giovanni Tommaso Prunotto, architetto italiano († 1771)
- Bartolomeo Rastrelli, architetto italiano († 1771)
- Ahmed Resmî Efendi, politico, diplomatico e scrittore ottomano († 1783)
- Costantino Roberto, violinista e compositore italiano († 1773)
- Wacław Hieronim Sierakowski, arcivescovo cattolico polacco († 1780)
- Gennaro Sisti, abate e ebraista italiano († 1782)
- James Stopford, I conte di Courtown, politico irlandese († 1770)
- Alessandro Toeschi, violinista italiano († 1758)
- Federico Valignani, letterato italiano († 1754)
- Abraham Vandenhoeck, tipografo e editore olandese († 1750)
- Marcello Venuti, storico e archeologo italiano († 1755)
- Yoshimura Shūzan, pittore e scultore giapponese († 1776)
- Giovanni Zanardi, pittore italiano († 1769)
- Anne-Charlotte d'Aiguillon, scrittrice francese († 1772)
- Jean-Pierre Le Camus, compositore e musicista svizzero († 1768)

## Morti

### Gennaio
- 7 gennaio - Raffaele Fabretti, storico e archeologo italiano (n. 1620)
- 12 gennaio - Marguerite Bourgeoys, religiosa francese (n. 1620)
- 14 gennaio - Antonio Perez della Lastra, vescovo cattolico spagnolo (n. 1631)
- 16 gennaio - Antonio Draghi, compositore e librettista italiano (n. 1634)
- 21 gennaio - Henry Somerset, I duca di Beaufort, nobile inglese (n. 1629)
- 22 gennaio - Placidus von Droste, abate tedesco (n. 1641)

### Febbraio
- 5 febbraio - Ludovico Marracci, presbitero, traduttore e orientalista italiano (n. 1612)
- 8 febbraio - Filippo Acciaiuoli, poeta e librettista italiano (n. 1637)
- 11 febbraio - Opizio Pallavicini, cardinale italiano (n. 1632)
- 12 febbraio - Aleksej Semënovič Šein, generale russo (n. 1662)
- 23 febbraio - Giuseppe Balzano, compositore maltese (n. 1616)

### Marzo
- 3 marzo - Girolamo Casanate, cardinale italiano (n. 1620)
- 4 marzo - Lorenzo Pasinelli, pittore italiano (n. 1629)
- 12 marzo - Casimiro di Lippe-Brake, conte tedesco (n. 1627)
- 26 marzo - Jean Deslions, teologo francese (n. 1615)
- 26 marzo - Heinrich Meibom, medico tedesco (n. 1638)
- 29 marzo - Giovanni Lorenzo Lulier, compositore e musicista italiano

### Aprile
- 15 aprile - Giovanni Maria Viani, pittore e incisore italiano (n. 1636)
- 16 aprile - Carlo Targa, giurista italiano (n. 1615)
- 23 aprile - Gregory Dexter, politico statunitense (n. 1610)
- 29 aprile - Pieter van Roestraeten, pittore e disegnatore olandese (n. 1630)

### Maggio
- 5 maggio - Angelo Italia, gesuita, urbanista e architetto italiano (n. 1628)
- 12 maggio - John Dryden, poeta, drammaturgo e critico letterario inglese (n. 1631)
- 17 maggio - Elia X, vescovo cristiano orientale siro (n. 1645)
- 17 maggio - Adam Adamandy Kochański, matematico polacco (n. 1631)
- 28 maggio - Jan Six, politico, mecenate e collezionista d'arte olandese (n. 1618)
- 30 maggio - Godfried Maes, pittore fiammingo (n. 1649)
- 31 maggio - Agostino Scilla, pittore, scienziato e paleontologo italiano (n. 1629)

### Giugno
- 1º giugno - Willem ten Rhijne, botanico e medico olandese (n. 1647)
- 6 giugno - Wespazjan Kochowski, storico, filosofo e poeta polacco (n. 1633)
- 13 giugno - Francesco Maidalchini, cardinale italiano (n. 1631)
- 29 giugno - Olov Svebilius, arcivescovo svedese (n. 1624)

### Luglio
- 7 luglio - Silvestro Valier, politico e diplomatico italiano (n. 1630)
- 22 luglio - Alderano Cybo-Malaspina, cardinale italiano (n. 1613)
- 30 luglio - Guglielmo, duca di Gloucester, nobile britannico (n. 1689)

### Agosto
- 22 agosto - Carlos de Sigüenza y Góngora, messicano (n. 1645)
- 25 agosto - Francesco Buonvisi, cardinale e arcivescovo cattolico italiano (n. 1626)
- 27 agosto - Giulio Avellino, pittore italiano (n. 1645)
- 31 agosto - Evaristo Gherardi, attore teatrale italiano (n. 1663)
- 31 agosto - Stephan Kessler, pittore austriaco (n. 1622)

### Settembre
- 7 settembre - William Russell, I duca di Bedford, nobile, militare e politico inglese (n. 1616)
- 15 settembre - André Le Nôtre, architetto del paesaggio francese (n. 1613)
- 27 settembre - Papa Innocenzo XII, papa, vescovo cattolico e cardinale italiano (n. 1615)
- 30 settembre - Lorenzo Trotti, arcivescovo cattolico italiano (n. 1633)

### Ottobre
- 1º ottobre - Antonio Lupis, scrittore italiano (n. 1620)
- 16 ottobre - Adriano, arcivescovo ortodosso russo (n. 1637)
- 23 ottobre - Anna Maria Vittoria di Borbone-Condé, principessa francese (n. 1675)
- 27 ottobre - Armand Jean Le Bouthillier de Rancé, abate francese (n. 1626)
- 29 ottobre - Gian Giacomo Bornini, pittore italiano (n. 1635)

### Novembre
- 1º novembre - Carlo II di Spagna, sovrano spagnolo (n. 1661)
- 3 novembre - Danese Casati, nobile, politico e diplomatico italiano (n. 1628)
- 7 novembre - Pietro Santi Bartoli, pittore, antiquario e incisore italiano (n. 1635)
- 11 novembre - Sofia Angelica di Württemberg-Oels, nobile tedesca (n. 1677)
- 22 novembre - Artus Quellinus il Giovane, scultore fiammingo (n. 1625)
- 25 novembre - Stephanus Van Cortlandt, politico statunitense (n. 1643)
- 27 novembre - Olimpia Ludovisi, nobildonna italiana (n. 1656)
- 30 novembre - Armande Béjart, attrice teatrale francese

### Dicembre
- 11 dicembre - Isabella Maria dal Pozzo, pittrice italiana
- 13 dicembre - Fatma Emetullah Sultan, principessa ottomana
- 29 dicembre - Anna Maria Arduino, nobildonna e pittrice italiana (n. 1672)

### Senza giorno specificato
- Pietro Bellotto, pittore italiano (n. 1625)
- Agostino Bonisoli, pittore italiano (n. 1633)
- Giorgio Bonola, pittore italiano (n. 1657)
- Fabrizio Carini Motta, architetto e pittore italiano
- Caius Gabriel Cibber, scultore danese (n. 1630)
- Martial Desbois, incisore francese (n. 1630)
- Mathurin Desmarestz, pirata francese (n. 1653)
- Marco Galli, matematico italiano (n. 1645)
- Giacomo di Costantinopoli, arcivescovo ortodosso greco
- Edward Howard, drammaturgo inglese (n. 1624)
- Louis Jolliet, esploratore francese (n. 1645)
- Francesco De Marini, arcivescovo cattolico italiano (n. 1630)
- Anna Ippolita di Monaco, principessa monegasca
- Carlo Prati, organaro italiano
- Agostino Saluzzo, doge (n. 1631)
- Shimun XIII Denha, vescovo cristiano orientale siro
- Adriana Spilberg, pittrice olandese (n. 1652)
- Abraham Storck, pittore e incisore olandese (n. 1644)
- Nicolaus Adam Strungk, compositore, violinista e organista tedesco (n. 1640)
- Jean-Baptiste Tuby, scultore francese (n. 1635)

## Calendario
| Calendario 1700 | Calendario 1700 | Calendario 1700 | Calendario 1700 | Calendario 1700 | Calendario 1700 | Calendario 1700 | Calendario 1700 | Calendario 1700 | Calendario 1700 | Calendario 1700 | Calendario 1700 | Calendario 1700 | Calendario 1700 | Calendario 1700 | Calendario 1700 | Calendario 1700 | Calendario 1700 | Calendario 1700 | Calendario 1700 | Calendario 1700 | Calendario 1700 | Calendario 1700 | Calendario 1700 | Calendario 1700 | Calendario 1700 | Calendario 1700 | Calendario 1700 | Calendario 1700 | Calendario 1700 | Calendario 1700 | Calendario 1700 | Calendario 1700 |
| --------------- | --------------- | --------------- | --------------- | --------------- | --------------- | --------------- | --------------- | --------------- | --------------- | --------------- | --------------- | --------------- | --------------- | --------------- | --------------- | --------------- | --------------- | --------------- | --------------- | --------------- | --------------- | --------------- | --------------- | --------------- | --------------- | --------------- | --------------- | --------------- | --------------- | --------------- | --------------- | --------------- |
|                 | 1               | 2               | 3               | 4               | 5               | 6               | 7               | 8               | 9               | 10              | 11              | 12              | 13              | 14              | 15              | 16              | 17              | 18              | 19              | 20              | 21              | 22              | 23              | 24              | 25              | 26              | 27              | 28              | 29              | 30              | 31              |                 |
| Gennaio         | Ve              | Sa              | Do              | Lu              | Ma              | Me              | Gi              | Ve              | Sa              | Do              | Lu              | Ma              | Me              | Gi              | Ve              | Sa              | Do              | Lu              | Ma              | Me              | Gi              | Ve              | Sa              | Do              | Lu              | Ma              | Me              | Gi              | Ve              | Sa              | Do              |                 |
| Febbraio        | Lu              | Ma              | Me              | Gi              | Ve              | Sa              | Do              | Lu              | Ma              | Me              | Gi              | Ve              | Sa              | Do              | Lu              | Ma              | Me              | Gi              | Ve              | Sa              | Do              | Lu              | Ma              | Me              | Gi              | Ve              | Sa              | Do              |                 |                 |                 |                 |
| Marzo           | Lu              | Ma              | Me              | Gi              | Ve              | Sa              | Do              | Lu              | Ma              | Me              | Gi              | Ve              | Sa              | Do              | Lu              | Ma              | Me              | Gi              | Ve              | Sa              | Do              | Lu              | Ma              | Me              | Gi              | Ve              | Sa              | Do              | Lu              | Ma              | Me              |                 |
| Aprile          | Gi              | Ve              | Sa              | Do              | Lu              | Ma              | Me              | Gi              | Ve              | Sa              | Do              | Lu              | Ma              | Me              | Gi              | Ve              | Sa              | Do              | Lu              | Ma              | Me              | Gi              | Ve              | Sa              | Do              | Lu              | Ma              | Me              | Gi              | Ve              |                 |                 |
| Maggio          | Sa              | Do              | Lu              | Ma              | Me              | Gi              | Ve              | Sa              | Do              | Lu              | Ma              | Me              | Gi              | Ve              | Sa              | Do              | Lu              | Ma              | Me              | Gi              | Ve              | Sa              | Do              | Lu              | Ma              | Me              | Gi              | Ve              | Sa              | Do              | Lu              |                 |
| Giugno          | Ma              | Me              | Gi              | Ve              | Sa              | Do              | Lu              | Ma              | Me              | Gi              | Ve              | Sa              | Do              | Lu              | Ma              | Me              | Gi              | Ve              | Sa              | Do              | Lu              | Ma              | Me              | Gi              | Ve              | Sa              | Do              | Lu              | Ma              | Me              |                 |                 |
| Luglio          | Gi              | Ve              | Sa              | Do              | Lu              | Ma              | Me              | Gi              | Ve              | Sa              | Do              | Lu              | Ma              | Me              | Gi              | Ve              | Sa              | Do              | Lu              | Ma              | Me              | Gi              | Ve              | Sa              | Do              | Lu              | Ma              | Me              | Gi              | Ve              | Sa              |                 |
| Agosto          | Do              | Lu              | Ma              | Me              | Gi              | Ve              | Sa              | Do              | Lu              | Ma              | Me              | Gi              | Ve              | Sa              | Do              | Lu              | Ma              | Me              | Gi              | Ve              | Sa              | Do              | Lu              | Ma              | Me              | Gi              | Ve              | Sa              | Do              | Lu              | Ma              |                 |
| Settembre       | Me              | Gi              | Ve              | Sa              | Do              | Lu              | Ma              | Me              | Gi              | Ve              | Sa              | Do              | Lu              | Ma              | Me              | Gi              | Ve              | Sa              | Do              | Lu              | Ma              | Me              | Gi              | Ve              | Sa              | Do              | Lu              | Ma              | Me              | Gi              |                 |                 |
| Ottobre         | Ve              | Sa              | Do              | Lu              | Ma              | Me              | Gi              | Ve              | Sa              | Do              | Lu              | Ma              | Me              | Gi              | Ve              | Sa              | Do              | Lu              | Ma              | Me              | Gi              | Ve              | Sa              | Do              | Lu              | Ma              | Me              | Gi              | Ve              | Sa              | Do              |                 |
| Novembre        | Lu              | Ma              | Me              | Gi              | Ve              | Sa              | Do              | Lu              | Ma              | Me              | Gi              | Ve              | Sa              | Do              | Lu              | Ma              | Me              | Gi              | Ve              | Sa              | Do              | Lu              | Ma              | Me              | Gi              | Ve              | Sa              | Do              | Lu              | Ma              |                 |                 |
| Dicembre        | Me              | Gi              | Ve              | Sa              | Do              | Lu              | Ma              | Me              | Gi              | Ve              | Sa              | Do              | Lu              | Ma              | Me              | Gi              | Ve              | Sa              | Do              | Lu              | Ma              | Me              | Gi              | Ve              | Sa              | Do              | Lu              | Ma              | Me              | Gi              | Ve              |                 |